# Budy Łańcuckie
Budy Łańcuckie – wieś w Polsce położona w województwie podkarpackim, w powiecie łańcuckim, w gminie Białobrzegi.
W latach 1954–1972 wieś należała i była siedzibą władz gromady Budy Łańcuckie. W latach 1975–1998 miejscowość administracyjnie należała do województwa rzeszowskiego.
Miejscowość jest siedzibą rzymskokatolickiej parafii Niepokalanego Serca Najświętszej Maryi Panny.

## Części wsi
| SIMC    | Nazwa       | Rodzaj    |
| ------- | ----------- | --------- |
| 0643637 | Hacklówka   | część wsi |
| 0643643 | Komorno     | część wsi |
| 0643650 | Miasto      | część wsi |
| 0643666 | Pasieka     | część wsi |
| 0643689 | Sachary     | część wsi |
| 0643672 | Szpacówka   | część wsi |
| 0643695 | Zakasprówka | część wsi |
| 0643703 | Zarzecze    | część wsi |
| 0643710 | Zmysłówka   | część wsi |

## Warunki naturalne
Położenie
Miejscowość położona kilka kilometrów na wschód od Białobrzegów. Rzeka Wisłok dzieli miejscowość na dwie części: Budy Łańcuckie Lewe (część północna) i Budy Łańcuckie Prawe (część południowa). W 1973 roku stanowiły one dwa odrębne sołectwa. Budy Łańcuckie od północy sąsiadują z Opaleniskami, od wschodu z Laszczynami i Gniewczyną, od południowego wschodu ze Świętoniową, a od zachodu z Korniaktowem. Z wyjątkiem północnej części Bud Łańcuckich Lewych miejscowość leży w obrębie doliny Wisłoka.
Budowa geologiczna i rzeźba terenu
Miejscowość leży w obrębie Zapadliska Przedkarpackiego. Taka forma ukształtowania terenu została wykorzystana przez Wisłok, którego dolina na tym odcinku pokrywa się z przebiegiem zapadliska. Rynnę Podkarpacką urozmaicają liczne starorzecza, które w okolicy Bud i sąsiednich miejscowości cechuje różny stopień zachowania i różne rozmiary. Wskazuje to na częste zmiany biegu rzeki i przesuwanie się koryta rzeki na północ. Ostatnia zmiana koryta rzeki na granicy Bud i Świętoniowej w miejscu zwanym "Pelców bród" wystąpiła w 1899 roku.

## Historia
Według wykopalisk archeologicznych tereny te były zamieszkałe w latach 200-400 n.e. przez ludność kultury lateńskiej. Nazwa pochodzi od słowa budy - określało ono wówczas prymitywne piece do wypalania węgla drzewnego i potażu. Uzyskiwanie tych produktów było głównym zajęciem dawnych mieszkańców tej osady.
Budy Łańcuckie związane były z dobrami łańcuckimi - i tak (jak Łańcut) kolejno po Pileckich należały do Stadnickich, następnie Lubomirskich i w końcu do Potockich.
Pileccy, dziedzice Łańcuta, nadali Budom Łańcuckim przywilej lokacyjny zapewne w XV wieku. Pierwsza wzmianka o wsi pochodzi z 1628 roku początku XVII wieku i jest zawarta w rejestrze poborowym ziemi przemyskiej z 1628 roku. W 1651 i 1658 roku wieś była wzmiankowana jako własność Elżbiety Korniaktównej w kluczu Hussakowskim.
Obiekty zabytkowe w Budach Łańcuckich
- Kościół parafialny pw. Niepokalanego Serca NMP.
- Wały Chmielnickiego.
- Liczne kapliczki[10].

W 2006 roku Franciszek A. Kiełbicki napisał książkę "Budy Łańcuckie, rys monograficzno - historyczny."